# ئی‌فوتبال
ئی‌فوتبال (انگلیسی: eFootball) مجموعه‌ای از بازی‌های ویدئویی شبیه‌سازی فوتبال است که توسط کونامی توسعه و انتشار یافته‌است. این سری نام گذاری مجدد بر مجموعه بازی‌های پی‌ای‌اس (Pro Evolution Soccer) است. اولین بازی با نام ئی‌فوتبال ۲۰۲۲ در ۳۰ سپتامبر ۲۰۲۱ منتشر شد. دومین بازی، ئی‌فوتبال ۲۰۲۳ در ۲۵ اوت ۲۰۲۲ و سومین بازی، ئی‌فوتبال ۲۰۲۴ در ۷ سپتامبر ۲۰۲۳ عرضه شدند.

## توسعه
مانند بازی‌های قبلی مجموعه فوتبال کونامی، قرار نیست به صورت نسخه‌های مختلف سالانه منتشر شود و در عوض، بازی به‌طور مرتب بروزرسانی شده و بروزرسانی‌هایی برای رفع مشکلات، افزودن قابلیت‌های جدید، لایو آپدیت‌های هفتگی برای بروزرسانی ترکیب تیم‌ها و بروزرسانی‌های فصلی برای آن منتشر می‌شود. این بازی بر خلاف نسخه‌های قبلی که با موتور فاکس انجین توسعه داده می‌شد، اکنون با ورژن شخصی‌سازی شده‌ای از نسخه چهارم موتور آنریل انجین توسعه داده می‌شود.

## معرفی
بازی توسط کونامی با انتشار تریلری ۶ دقیقه ای معرفی شد. در روز معرفی، قبل از انتشار تریلر، کونامی نام صفحات بازی در فضای مجازی این بازی را از pes رسماً به eFootball تغییر داد و همچنین از لوگوی جدید بازی رونمایی کرد. این نام به‌طور کامل Electronic Football (فوتبال الکترونیک) بوده و بر اساس eSports (ورزش‌های الکترونیک) نام گذاری شده‌است. پیش‌تر، این نام در دو بازی ای‌فوتبال پی‌ئی‌اس ۲۰۲۰ و ای‌فوتبال پی‌ئی‌اس ۲۰۲۱ به شکل پیشوند به PES اضافه شده بود.

## عنوان‌ها
| عنوان          | اولین انتشار    | نسخه‌ها                  | نسل هشتم کنسول‌های بازی ویدئویی | نسل نهم کنسول‌های بازی ویدئویی          | رایانه شخصی | کنسول بازی دستی |  |
| -------------- | --------------- | ----------------------- | ------------------------------ | -------------------------------------- | ----------- | --------------- |  |
| eFootball 2022 | ۳۰ سپتامبر ۲۰۲۱ |                         | پلی‌استیشن ۴, ایکس‌باکس وان      | پلی‌استیشن ۵, ایکس‌باکس سری اکس و سری اس | ویندوز      | اندروید، آی‌اواس |  |
| eFootball 2023 | ۲۵ اوت ۲۰۲۲     | v2.6.0 (۸ ژوئن ۲۰۲۳)    | پلی‌استیشن ۴, ایکس‌باکس وان      | پلی‌استیشن ۵, ایکس‌باکس سری اکس و سری اس | ویندوز      | اندروید، آی‌اواس |  |
| eFootball 2024 | ۷ سپتامبر ۲۰۲۳  | v3.0.0 (۷ سپتامبر ۲۰۲۳) | پلی‌استیشن ۴, ایکس‌باکس وان      | پلی‌استیشن ۵, ایکس‌باکس سری اکس و سری اس | ویندوز      | اندروید، آی‌اواس |  |
|                |                 |                         |                                |                                        |             |                 |  |

## بازتاب‌ها
| گردآورنده | امتیاز                       |
| --------- | ---------------------------- |
| متاکریتیک | ۲۵/۱۰۰ (پی‌سی) ۲۶/۱۰۰ (پی‌اس۵) |

| ناشر                     | امتیاز |
| ------------------------ | ------ |
| گیمز ریدار+              | [ ۵ ]  |
| پی‌سی گیمر (ایالات متحده) | ۳۰/۱۰۰ |

تصویری از کریستیانو رونالدو، پل پوگبا و اسکات مک‌تامینی که به گفتهٔ پولیگان، «دقیق‌ترین مثال» برای نمایش گرافیک ضعیف این بازی است.

پس از انتشار، این بازی با نقدهای منفی بسیاری رو به رو شد. عدم تعادل سرعت پاس‌ها و کارهای دفاعی، وجود مشکلاتی در کنترل بازیکنان، چهرهٔ بازیکنان، حرکات توپ و رفتارهای عجیب بازیکنان در حین بازی باعث شد تا با ۹۲٪ عدم رضایت، به عنوان بدترین بازی تاریخ استیم شود. کونامی بعداً از مشکلات زیاد این بازی عذرخواهی کرد و گفت که برای بهبود ضعف‌های این بازی تلاش خواهد کرد. به‌روزرسانی بزرگ «۱٫۰» که هدف آن رفع بسیاری از این مشکلات بود، در ۱۴ آوریل ۲۰۲۲ بر روی رایانه‌های شخصی و کنسول‌ها منتشر شد.